# Jori Dupont
Jori Dupont (8 februari 1985) is een Belgisch marxistisch politicus voor de PTB.

## Levensloop
Dupont werkte eerst in een zaak die videospelletjes verkocht. Nadat die failliet ging, werkte hij drie jaar bij dierenpark Pairi Daiza. Daarna werd hij vanaf 2007 infografist en webdesigner voor verschillende start-ups en bedrijven in België en Frankrijk, alvorens in 2019 freelance webdesigner te worden. In 2008 behaalde hij eveneens een graduaat in de infografie aan de Haute École Albert Jacquard.
Hij trad in 2013 toe tot de PVDA-PTB en werd verantwoordelijke van de PTB-afdeling van Doornik.
In mei 2019 werd Jori Dupont verkozen tot lid van het Waals Parlement en het Parlement van de Franse Gemeenschap, als verkozene voor het arrondissement Doornik-Aat-Moeskroen. In de legislatuur 2019-2024 was hij in het Waals Parlement lid van de commissie Leefmilieu, Natuur en Dierenwelzijn en legde hij toe op het dossier rond de PFAS-vervuiling in het leidingwater in Chièvres en Ronquières. In het Parlement van de Franse Gemeenschap werd hij lid van de commissie Kinderen, Gezondheid, Cultuur, Media en Vrouwenrechten. Bij de Waalse verkiezingen van juni 2024 werd hij herkozen.